# ARMH1
El dominio helicoidal similar a un armadillo que contiene 1 (ARMH1) es una proteína que en los humanos está codificada por el marco de lectura abierto 228 del cromosoma 1, también conocido como gen ARMH1. El gen muestra niveles de expresión significativamente más altos en la médula ósea, los ganglios linfáticos y los testículos. Actualmente, la función del gen y la proteína posterior aún es incierta.

## Gene
El gen ARMH1 se encuentra en la cadena positiva del cromosoma 1 entre los pares de bases 45.140.361 y 45.191.784. Otros alias conocidos incluyen P40, NCRNA00082 y, más comúnmente, C1orf228. El gen tiene 13 exones, la mayoría de los cuales se concentran cerca del sitio poli-A al final del gen y dos ubicadas aguas arriba del codón de inicio. El gen se expresa altamente en la médula ósea y los ganglios linfáticos, lo que sugiere una función inmunológica.

### La expresión genica
Los datos de secuencias de ARN se produjeron utilizando múltiples muestras de tejidos humanos en distintas etapas de desarrollo. Un estudio se realizó a partir de 20 muestras separadas de tejido humano que mostraban una expresión significativamente mayor de ARMH1 en el timo, la tráquea y los pulmones. Un segundo estudio muestra 27 muestras de tejidos diferentes en 95 sujetos individuales diferentes. Los niveles de expresión son significativamente mayores en la médula ósea, los ganglios linfáticos y los testículos. Un tercero vuelve a mostrar alta expresión en glóbulos blancos y testículos, corroborando estudios previos. Un estudio temporal centrado en la expresión en diferentes etapas de desarrollo recopiló 35 muestras fetales humanas, de 6 tejidos distintos, entre 10 y 20 semanas de gestación y las secuenció utilizando Illumina TruSeq Stranded Total RNA. Los datos favorecieron ligeramente la expresión en las glándulas suprarrenales durante todo el desarrollo. En ninguno de los otros tejidos no hubo cambios marcados en la expresión a lo largo del tiempo, sólo una pequeña disminución de la expresión genética a medida que avanza el desarrollo.

### Transcripciones genéticas
El gen ARMH1 tiene amplias capacidades para alterar su función y tamaño a través de isoformas. Las isoformas genéticas son ARNm que se producen a partir del mismo locus pero que son diferentes en sus sitios de inicio de la transcripción, secuencias de ADN que codifican proteínas y/o regiones no traducidas, lo que altera potencialmente la función del gen. Todas las isoformas conocidas están organizadas y enumeradas a continuación con información recopilada del gen NCBI y una herramienta bioinformática para calcular el peso molecular.
| Protein Isoform | Protein Accession | Protein Length | Molecular Weight | mRNA Isoform | mRNA Accession | mRNA length |
| X1              | XP_047275293      | 446 aa         | 49.58 Kda        | X5           | XM_011541340   | 1693 bp     |
| X2              | XP_011539647      | 433 aa         | 48.17 Kda        | X7           | XM_011541345   | 1909 bp     |
| X3              | XP_047275308      | 431 aa         | 47.39 Kda        | X8           | XM_047419352   | 1782 bp     |
| X4              | XP_047275309      | 419 aa         | 46.17 Kda        | X9           | XM_047419353   | 1507 bp     |
| X5              | XP_047275314      | 405 aa         | 44.49 Kda        | X12          | XM_047419358   | 1588 bp     |
| X6              | XP_016856631      | 391 aa         | 43.58 Kda        | X13          | XM_017001142   | 1546 bp     |
| X7              | XP_047275318      | 379 aa         | 41.32 Kda        | X14          | XM_047419362   | 1393 bp     |
| X8              | XP_011539651      | 376 aa         | 41.67 Kda        | X15          | XM_011541349   | 1645 bp     |
| X9              | XP_016856632      | 365 aa         | 40.47 Kda        | X16          | XM_017001143   | 1468 bp     |
| X10             | XP_047275323      | 364 aa         | 40.17 Kda        | X17          | XM_047419367   | 1342 bp     |
| X11             | XP_054192270      | 338 aa         | 37.06 Kda        | X18          | XM_054336295   | 1264 bp     |
| X12             | XP_054192271      | 336 aa         | 36.46 Kda        | X19          | XM_054336296   | 1207 bp     |
| X13             | XP_054192272      | 333 aa         | 36.84 Kda        | X20          | XM_054336297   | 1474 bp     |
| x14             | XP_047275327      | 332 aa         | 36.65 Kda        | X21          | XM_047419371   | 1262 bp     |
| x15             | XP_054192274      | 274 aa         | 30.61 Kda        | X23          | XM_054336299   | 1670 bp     |
| x16             | XP_016856635      | 263 aa         | 29.31 Kda        | X24          | XM_017001146   | 1146 bp     |
| x17             | XP_054192276      | 242 aa         | 27.05 Kda        | X25          | XM_054336301   | 2306 bp     |
| x18             | XP_054192277      | 213 aa         | 23.69 Kda        | X26          | XM_054336302   | 1380 bp     |

## ARNm
El ARNm de este gen se puede empalmar de muchas maneras diferentes, dando paso a aproximadamente 20 isoformas conocidas. El ARNm más común se empalma en una región codificante de aproximadamente 1693 nucleótidos de largo, lo que constituye 440 aminoácidos en total. En un estudio exhaustivo sobre el carcinoma oral de células escamosas, el sexto cáncer más prevalente en todo el mundo, se identificó ARMH1 como un gen de interés al comparar el ARNm de sujetos sanos con el de individuos afectados. Mediante la inhibición del ARNm de ARMH1, los investigadores demostraron una proliferación de células leucémicas significativamente reducida (p = 0,0041) y la migración de células leucémicas (p = 0,0001), así como una menor resistencia al fármaco de quimioterapia citarabina. 

## Proteína
La proteína codificada por el gen lleva el mismo nombre, Armadillo, que contiene el dominio helicoidal 1. El punto isoeléctrico de la proteína ARMH1 ronda un pH de 5,5. La proteína tiene 2 dominios principales conocidos, uno es un dominio transmembrana y el otro es una espiral. Dentro de los dominios enrollados, la proteína ARMH1 tiene 24 hélices alfa.  El análisis de ARMH1 realizado por el Instituto Europeo de Bioinformática revela claramente un contenido de lisina significativamente enriquecido, así como un recuento de prolina significativamente deficiente. Se ha demostrado que la proteína tiene una interacción importante con la proteína humana conocida como ABAT. La transaminasa del ácido gamma-aminobutírico (ABAT) cataliza la conversión del ácido gamma-aminobutírico (GABA) en semialdehído succínico. Además, la expresión de ABAT se asoció con genes relacionados con la glucólisis, células inmunes infiltradas, inmunoinhibidores e inmunoestimuladores en el CHC.

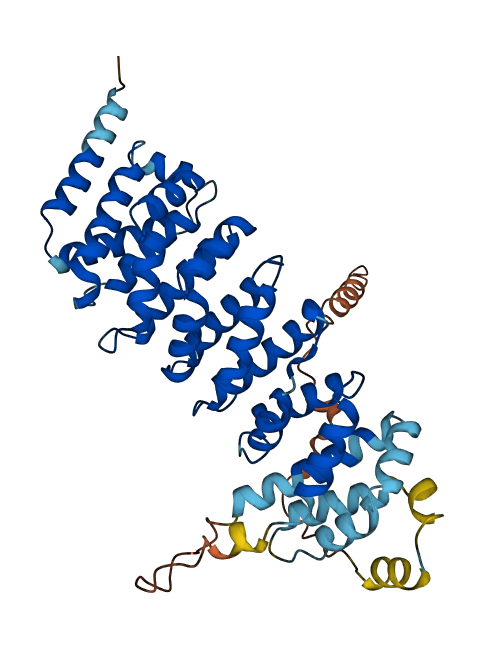
AlphaFold, el sistema de inteligencia artificial de última generación desarrollado por DeepMind, es capaz de predecir computacionalmente estructuras de proteínas en el espacio 3D.

## Homología y evolución
El gen ARMH1 es extremadamente diverso y se encuentra en miles de especies diferentes. Desde primates hasta hongos, este gen ha sido evolutivamente relevante durante cientos de millones de años. Mientras que en parientes cercanos como las vacas, la puntuación de similitud es del 91% de la de nuestro genoma, en especies de hongos la similitud oscila entre el 20 y el 30%. Al intentar encontrar homólogos en gusanos redondos o planos, eucariotas o procariotas unicelulares, plantas o cualquier hongo además de los quítridos, no se encontraron genes significativamente similares. A continuación, se muestra una tabla de genes ortólogos en orden de similitud de secuencia en comparación con la isoforma X1 de ARMH1 humana.
| Species                      | Common name         | Accession number | Date of divergence | Sequence length (AA) | Sequence similarity | Sequence Identity |
| ---------------------------- | ------------------- | ---------------- | ------------------ | -------------------- | ------------------- | ----------------- |
| Homo sapiens                 | Human               | NP_001139108     | 0 mya              | 440                  | 100%                | 100%              |
| Microcebus murinus           | Grey Mouse Lemur    | XP_012631405.1   | 74 mya             | 441                  | 88%                 | 82%               |
| Rattus norvegicus            | Brown Rat           | NP_001119769.2   | 87 mya             | 441                  | 80%                 | 78%               |
| Bos taurus                   | Cow                 | XP_005204913.1   | 94 mya             | 442                  | 91%                 | 83%               |
| Ornithorhynchus anatinus     | Platypus            | XP_028938784.1   | 180 mya            | 459                  | 75%                 | 60%               |
| Apteryx rowi                 | Oktarito Kiwi       | XP_025942684     | 319 mya            | 419                  | 73%                 | 59%               |
| Haliaeetus leucocephalus     | Bald Eagle          | XP_010581029     | 319 mya            | 418                  | 70%                 | 56%               |
| Gopherus flavomarginatus     | Bolson Tortoise     | XP_050817160     | 319 mya            | 421                  | 78%                 | 65%               |
| Xenopus tropicalis           | Western Clawed Frog | XP_017949069     | 352 mya            | 409                  | 70%                 | 55%               |
| Danio rerio                  | Zebra Fish          | XP_001341083.1   | 429 mya            | 410                  | 71%                 | 53%               |
| Leucoraja erinacea           | Little Skate        | XP_055497706     | 462 mya            | 406                  | 69%                 | 53%               |
| Lytechinus pictus            | Painted Urchin      | XP_054764007     | 619 mya            | 406                  | 67%                 | 51%               |
| Owenia fusiformis            | Segmented Worm      | CAH1776102.1     | 686 mya            | 410                  | 71%                 | 51%               |
| Aplysia californica          | California Sea Hare | XP_012936639.1   | 708 mya            | 410                  | 69%                 | 52%               |
| Adineta sterineri            | Rotifera            | CAF4083605.1     | 708 mya            | 420                  | 56%                 | 37%               |
| Pocillopora verrucosa        | Colonial Coral      | XP_058955966.1   | 708 mya            | 404                  | 67%                 | 49%               |
| Geodia barretti              | Sea Sponge          | CAI8036895.1     | 758 mya            | 404                  | 50%                 | 35%               |
| Blastocladiella britannica   | Chytrids            | KAI9218662       | 1275 mya           | 423                  | 34%                 | 22%               |
| Borealophlyctis nickersoniae | Rhizophlyctidales   | KAJ3289137       | 1275 mya           | 453                  | 19%                 | 11%               |

## Significación clínica
El gen ARMH1 y la proteína subsiguiente se han relacionado ampliamente con la leucemia, específicamente la leucemia linfoblástica aguda de células T (LLA-T). En líneas celulares de tejido principalmente linfático, T-ALL mostró una expresión dramáticamente aumentada del gen ARMH1. Se tomaron muestras de médula ósea en el diagnóstico inicial y al finalizar el tratamiento y se encontró que ARMH1 junto con otros cinco genes tenían una expresión dramáticamente cambiada. Para corroborar estos hallazgos, una vez más ARMH1 experimentó un aumento de expresión de 1,8 veces en muestras después del diagnóstico de leucemia. Una mayor expresión de ARMH1 se asoció significativamente con una supervivencia general deficiente.